# Adenoncos major
Adenoncos major är en orkidéart som beskrevs av Henry Nicholas Ridley. Adenoncos major ingår i släktet Adenoncos och familjen orkidéer. Inga underarter finns listade i Catalogue of Life.